# گود اسپرینگز (آلاباما)
گود اسپرینگز (به انگلیسی: Good Springs) یک منطقهٔ مسکونی در ایالات متحده آمریکا است که در شهرستان لایمستون، آلاباما واقع شده‌است. گود اسپرینگز ۲۳۹٫۸۸ متر بالاتر از سطح دریا واقع شده‌است.